# Dopolavoro Aziendale C.R.D.A. Monfalcone 1942-1943
Questa voce raccoglie le informazioni riguardanti il Dopolavoro Aziendale C.R.D.A. Monfalcone nelle competizioni ufficiali della stagione 1942-1943.

## Rosa
| N. |                   | Ruolo | Calciatore       |
| -- | ----------------- | ----- | ---------------- |
|    | Italia (bandiera) | P     | Albertino Altran |
|    | Italia (bandiera) | A     | Giuseppe Bonini  |
|    | Italia (bandiera) | A     | A. Calligaris    |
|    | Italia (bandiera) | A     | M. Calligaris    |
|    | Italia (bandiera) | D     | G. Chirissi      |
|    | Italia (bandiera) | A     | I. Codiglia      |
|    | Italia (bandiera) | C     | O. Dessardo      |
|    | Italia (bandiera) | A     | M. Devitor       |
|    | Italia (bandiera) | A     | Edi Fedel        |
|    | Italia (bandiera) | A     | Livio Filiput    |
|    | Italia (bandiera) | A     | Frediano Freschi |
|    | Italia (bandiera) | A     | Bruno Gerzelli   |

| N. |                   | Ruolo | Calciatore        |
| -- | ----------------- | ----- | ----------------- |
|    | Italia (bandiera) | C     | Alfredo Lui       |
|    | Italia (bandiera) | D     | Orlando Marchioli |
|    | Italia (bandiera) | P     | N. Moretto        |
|    | Italia (bandiera) | D     | Tristano Pangaro  |
|    | Italia (bandiera) | C     | B. Pieruzzo       |
|    | Italia (bandiera) | A     | L. Russian        |
|    | Italia (bandiera) | A     | Sergio Russinov   |
|    | Italia (bandiera) | P     | Guido Sellan      |
|    | Italia (bandiera) | C     | B. Siega          |
|    | Italia (bandiera) | C     | Romolo Simonetti  |
|    | Italia (bandiera) | D     | Raimondo Taucar   |
|    | Italia (bandiera) | A     | M. Valcovich      |